# الشيوعية العالمية
الشيوعية العالمية هي شكل من أشكال الشيوعية ذات النطاق العالمي. إن الهدف بعيد المدى للشيوعية العالمية هو تشكيل مجتمع شيوعي عالمي تغيب فيه الجنسيات، الذي يمكن أن يُحقّق من خلال الأهداف متوسطة المدى إما جمعية تطوعية من الدول ذات السيادة (حلف عالمي) أو حكومة العالمية (أي دولة عالمية واحدة). عمل مجموعة من العالميين من أجل تحقيق الشيوعية العالمية وضمّنوا الأممية الأولى والأممية الثانية والأممية الثالثة (الشيوعية الدولية أو الكومنترن) والأممية الرابعة وحركة الثورة العالمية والحركة الاشتراكية العالمية بالإضافة إلى فروع جانبية، والتي تعد مجموعة غير متجانسة على الرغم من هدفها المشترك المطلق لمجتمع شيوعي عالمي تغيب فيه الجنسيات.
خلال العصر الستاليني، أصبحت فكرة الاشتراكية في بلد واحد، والذي اعتبره العديد من الشيوعيين الدوليين غير قابل للتطبيق، أصبح جزءًا من أيديولوجية الحزب الشيوعي في الاتحاد السوفييتي مثل جوزيف ستالين ومناصريه، استشفّوا أنه من السذاجة التفكير أن الثورة العالمية كانت وشيكة الحدوث. تسبب ذلك بخيبة أمل عظيمة بين العديد من الشيوعيين في أنحاء العالم، بشكل خاص بعد الحرب العالمية الثانية، خفّفت من شعبية ما قبل الحرب للشيوعية الدولية.
جلبت في غالب الأحيان نهاية الحرب الباردة، مع ثورات عام 1989 وتفكك الاتحاد السوفييتي، انهيار الشيوعية ووعي واسع منذ ذلك أن أي قدوم للشيوعية الدولية من غير المرجح حدوثه. ومع ذلك، بقي عدد من الشيوعيين الدوليين بين بعض الفصائل الماوية والشيوعيين اليساريين وبعض الشيوعيين الحاليين الروس بالإضافة إلى آخرين.

## الحقبة المبكرة (بين عامي 1917 و1944)
اعتقدت الفلسفة الماركسية أنه بكون الرأسمالية قد أصبحت عالمية (وبالتالي من المتوقع تضافر الرأسماليين عالميًا للإبقاء على هيمنتهم في صراع الطبقات الاجتماعية)، لزم تضافر البروليتاريا عالميًا من خلال البروليتارية العالمية لتجنّب إخضاع مبدأ فرّق تسد (وبالتالي نشأت صرخة حشد عمال العالم ليتّحدوا). من هذا المنطلق، بعد فترة الاشتراكية العالمية، ستصبح المرحلة النهائية لتطوّر (مستقبل) تاريخ الشيوعية هي الشيوعية العالمية. قد تعامل مثل هذه النظرية الشيوعية العالمية كنتيجة مسالمة ومزدهرة، الأمر الذي يمكن أن يقرّه أي أحد، إلا أن التحوّل إلى الاشتراكية العالمية هو الأمر المستمر. تحقّقت الشيوعية العالمية من خلال الثورة العالمية وفقًا للنظرية التي كانت مشهورة في فترة ما بين عام 1917 و1933 (على الأقل).
لا تتوافق الشيوعية العالمية مع وجود الدول القومية، لأن معظم الشيوعيين يؤمنون أن الدول يجب أن تتّحد إما في اتحادات فوق وطنية في دول ذات سيادة أو حكومة عالمية، حتى تحين هذه الفترة التي يحدث فيها إبطال للدول أو اضمحلالها لأن الحوكمة لن تتطلب مؤسسات دولية. بمعنى آخر، سيصبح الأفراد في المجتمع الشيوعي ذوي حكم ذاتي من خلال ديمقراطية مباشرة، مباشرة لدرجة تغيب فيها الدولة.
لا يُعد اضمحلال الدولة بحد ذاته بشكل مميز مبدأً ماركسيًا. لقد حدث في وقت ما من القرن التاسع عشر من قبل أي دولة وُجد فيها مختلف المفكرين الاشتراكيين واللاسلطويين، بالإضافة إلى لاسلطويين في الوقت الحاضر (الليبراليين والمناهضين للدولة عادةً بسياق مختلف بمهارة، في كونهم يدعمون الحكومات الصغيرة بالرغم من غياب الحكومة أو الدولة). صلب الموضوع هنا هو نص لفريدريك إنجلز من كتابه "ضد دوهرنغ".  غالبُا ما يشار أن "الدولة لا تُلغى وإنما تزول بعيدًا". وهو من العمل الرائد في المادية التاريخية، تجسيدًا لفكرة ماركس عن التصور المادي للتاريخ. يُعد تلاشي الدولة بعيدًا تجسيدًا تصويريًا، آل إلى الابتذال، كما أن ترجمة نص إنجلز حيث كُتب بالألمانية عُرض على الشكل التالي: الدولة لا تُلغى وإنما تموت". أظهرت المراجع للفقرة أن ذلك يحدث فقط بعد استيلاء البروليتاريا أو طبقة العمال على وسائل الإنتاج. وبالتالي التخطيط هو ثورة، فترة انتقالية، فترة مطلقة، وعلى الرغم من أن "الفترة المطلقة" تبدو خيالية، لم يعتبر إنجلز وماركس أنفسهم اشتراكيين خياليين، وإنما اشتراكيين علميين، اعتبرا العنف ضروريًا لمقاومة عبودية الأجر.
في حين اقتصرت الفترة الانتقالية بالنسبة لإنجلز على قانون أو فعل مفرد، توسّع نطاقها بالنسبة للينين بعد ثلاثين إلى أربعين عامًا وأصبحت أطول وضوحًا. في ذات الموقع، جادل إنجلز بحدّة أن تصوّر ماركس للمجتمع الشيوعي ليس خياليًا، وإنما يضع في الحسبان الإرث الذي سبقه.
يمنح ذلك بقوة على الأقل الموقع في الشيوعية العالمية عندما وُضعت الكومنترن في عام 1919: الثورة العالمية ضرورية من أجل تشكيل الشيوعية العالمية، إلا أنها ليست حدثًا عاجلًا أو كافيًا بشكل واضح.

## الحقبة الستالينية والحرب الباردة (بين عامي 1947 و1991)
خلال الحقبة الستالينية، أصبحت فكرة الاشتراكية في بلد واحد، والتي اعتبرها الكثير من الدوليين غير قابلة للتطبيق، أصبحت جزءًا من إيديولوجية الحزب الشيوعي في الاتحاد السوفييتي حين وضّح ستالين ومناصروه أن الفترة الانتقالية ستكون حكمًا طويلة جدًا ومعقّدة. لم يتخلّ دعاة الاشتراكية في دولة واحدة عن هدفهم في شيوعية عالمية مطلقة، وإنما اعتبروا من السذاجة التفكير أن الثورة العالمية كانت قريبة الحدوث. وبالتالي حلّ الاتحاد السوفييتي الأممية الثالثة خلال الحرب العالمية الثانية. من ناحية أخرى، لم ينوِ ستالين أن يُطبق الانعزالية على الرغم من مقاربة الدولة الواحدة هذه. وعلى الرغم من الاحتفاظ بالمصطلحات البلشفية المبكرة التي تساوي الإمبريالية بالرأسمالية وبالتالي تستهزئ بالإمبراطورية، سعى الاتحاد السوفييتي عوضًا عن ذلك إلى الإمبراطورية بحكم الواقع للدول التابعة، التي تشبه إلى حد ما الإمبراطورية الروسية القيصرية، على الرغم من أن الإيديولوجية السوفييتية لم تتمكّن من الاعتراف بذلك، لمعاكسة تأثير الدول الرأسمالية. ودعمت أيضًا الاشتراكية الثورية حول العالم لتكمل العمل باتجاه الشيوعية العالمية، إلا أنها قد تكون بعيدة. بالتالي دعمت حركة السادس والعشرين من يوليو في الثورة الكوبية، والفيتناميين الشماليين والحرب الفيتنامية والحركة الشعبية لتحرير إنغولا في الحرب الأهلية الإنغولية. انقادت نظرية الدومينو للحرب الباردة بالنوايا حيث قلق المناهضون للشيوعية من أن الانعزالية في الدول الرأسمالية قد تقود إلى انهيار دفاعهم عن ذاتهم.

## الحقبة ما بعد الحرب الباردة (منذ عام 1992 حتّى الوقت الحاضر)
أحرز الإصلاح الاقتصادي في الصين وإعادة هيكلة الاتحاد السوفييتي وانفتاحه (من خلال البيريسترويكا)، على الرغم من كونها على حد من الاختلاف، تغييرًا في التوجه بعيدًا عن الطبيعة التبشيرية للشيوعية العالمية كما عرفها لينين وليون تروتسكي. تُدعى نهاية الحرب الباردة مع الثورات في عام 1989 وانحلال الاتحاد السوفييتي، سقوط الشيوعية، واتُّفق منذ ذلك الحين أن أي ظهور للشيوعية الدولية من غير المرجّح حدوثها. على الرغم من ذلك، بقي بعض الشيوعيين الدوليين من بين بعض فصائل الماويين والشيوعيين اليساريين بالإضافة إلى بعض الشيوعيين الروس الحاليين وغيرهم.